# خلیج پلاسنشیا

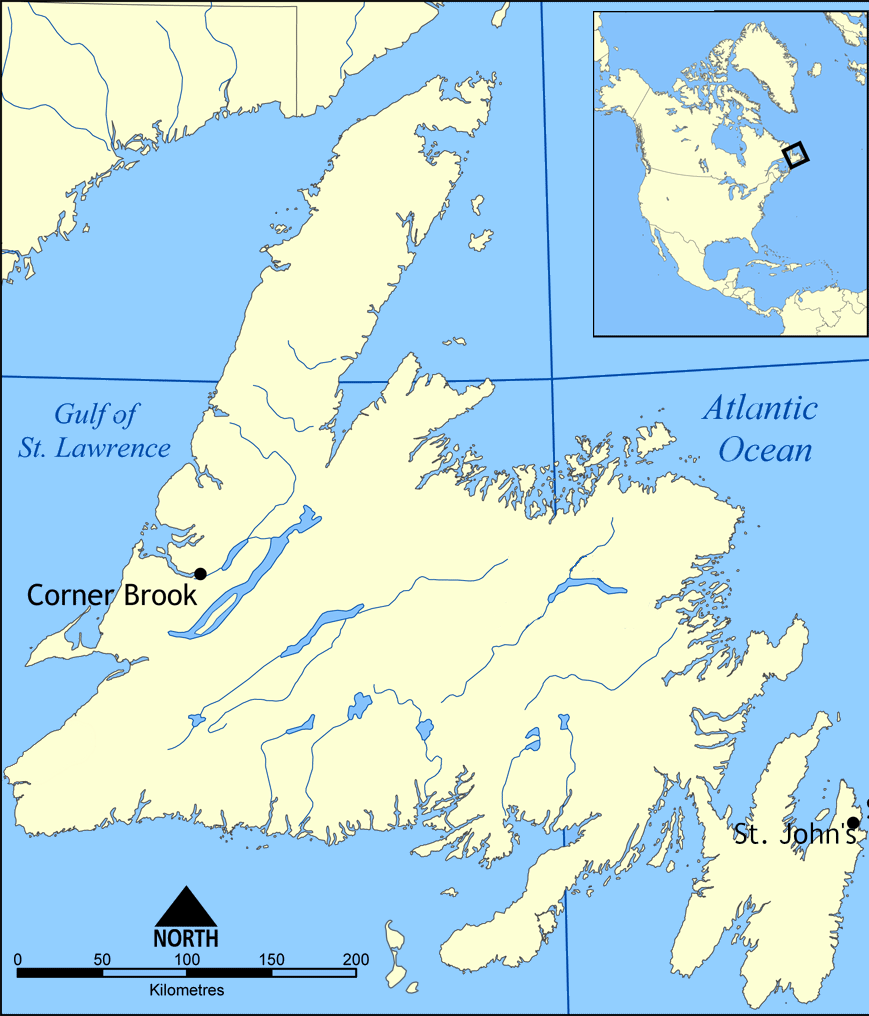
خلیج پلاسنشیا در جنوب شرقی جزیرهٔ نیوفاندلند قرار دارد.

خلیج پلاسنشیا (با تلفظ نادرست خلیج پلاسنتیا) (به انگلیسی: Placentia Bay) خلیجی بزرگ و عمیق واقع در جنوب شرقی جزیرهٔ نیوفاندلند است که در نتیجهٔ محصورشدن بخشی از آب‌های اقیانوس اطلس در بین شبه‌جزیره‌های نیوفاندلندی بورین در غرب و آوالون در شرق به‌وجود آمده است.
طول خلیج پلاسنشیا به ۱۲۵ کیلومتر می‌رسد و دو جزیرهٔ پهناور و پیش از این مسکونی مراشین و لانگ این خلیج را در شمال آن به دو کانال تقسیم می‌کنند. ماهیان بسیاری در آب‌های این خلیج وجود دارند و مردمان بومی منطقه شامل دورست‌ها و بیوتهوک‌ها نخستین کسانی بودند که این خلیج را مورد استفاده قرار دادند. اما پس از آنان احتمالاً باسک‌ها و فرانسویان نخستین کسانی بودند که در سدهٔ شانزدهم به ماهی‌گیری در این خلیج پرداختند. این منطقه تا دههٔ ۱۶۶۰ کاملاً به اشغال ماهیگیران فرانسوی درآمد اما به دنبال امضای عهدنامه اوترخت در سال ۱۷۱۳ و واگذاری زمین‌های فرانسویان به بریتانیایی‌ها، کم‌کم انگلیسی‌ها در مناطق اطراف خلیح پلاسنشیا ساکن شدند.
امروزه ماهی‌گیری، کشتی‌سازی و خدمات مربوط به آن مهمترین شغل‌های مردمان ساکن در این منطقه را تشکیل می‌دهد. همچنین پالایشگاه نفت بزرگی نیز در شهرک کام بای چنس در شبه‌جزیرهٔ آوالون وجود دارد.